# Julia Roberts
Julia Fiona Roberts (Atlanta, 28. listopada 1967.) je američka filmska glumica i producentica. Osvojila je tri Zlatna globusa (od osam nominacija), a tijekom karijere još je bila četiri puta bila nominirana za Oscara, kojeg je dobila zahvaljujući glavnoj ulozi u drami Erin Brockovich.

## Vanjske poveznice
- Julia Roberts u internetskoj bazi filmova IMDb-u (engl.)